# Torre de l'Argilers
La Torre de l'Argilers és un mas situat al municipi de Miralcamp a la comarca catalana del Pla d'Urgell.